# Hospice de Grandchamp
L'hospice de Grandchamp (ou hospice de Notre-Dame-de-la-Consolation) est un ancien hospice situé au Dorat, en France.

## Localisation
L'hospice est situé dans le département français de la Haute-Vienne, sur la commune du Dorat.

## Historique
L'hospice est construit entre 1880 et 1885.
L'édifice est partiellement inscrit au titre des monuments historiques le 24 février 2004.